# Hooton Pagnell
Hooton Pagnell est un village et une paroisse civile du Yorkshire du Sud, en Angleterre.

## Patrimoine
- Hooton Pagnell Hall, maison historique.